# Gyrocaryum oppositifolium
Gyrocaryum es un género monotípico de plantas con flores perteneciente a la familia Boraginaceae. Su única especie: Gyrocaryum oppositifolium, es originaria de la península ibérica.

## Descripción
Es una planta ligeramente híspida, uni o multicaules, con pelos de 0,5 mm. Tallos de 5-20 cm, escasamente ramificados, de ascendentes a ascendente-erectos, verde-rojizos. Hojas inferiores cortamente pecioladas, de hasta 20 x 0,5 mm, oblanceoladas, atenuadas; las superiores y las brácteas de hasta 24 x 8 mm, de ovado-elípticas a estrechamente oblongas o estrechamente oblanceoladas. Pedicelos de 4-5 mm, erecto-patentes, recurvos después de la antesis. Cáliz de  2,5 mm, con lóbulos ovado-lanceolados. Corola con tubo de c. 1 mm, más corto que el cáliz y limbo de 6-6,5 mm de anchura, azul; escamas corolinas   0,3 x 0,6 mm, oblongas, obtusas, amarillas. Núculas de 1 x 1,5 mm, ciatiformes, tuberculadas. Florece y fructifica en abril.

## Distribución y hábitat
Se encuentra en los herbazales del sotobosque de melojares y encinares, en substrato granítico; a una altitud de 500-900 metros en la península ibérica. 

## Taxonomía
Gyrocaryum es un género de plantas de la familia Boraginaceae que contiene una especie, G. oppositifolium, que es endémica de España. El género y la especie fueron descritos por el botánico español Benito Valdés en la revista Willdenowia en 1983. El nombre del género se compone de dos palabras griegas latinizadas, "gyros" (anillo) y "caryos" (nuez), un nombre que destaca la característica distintiva de esta planta: la presencia de un anillo cartilaginoso en el fruto. El espécimen holotipo fue recolectado en Sevilla en 1982 por Valdés y sus colegas, y se conserva en el herbario de la Universidad de Sevilla (herbario SEV) (SEV 80501).
Después de su descripción, se creía extinta en Andalucía, pero en 2025 se encontró una población en el Parque Nacional de Sierra Morena, en el sur de España.

## Galería de imágenes
|                         |
| Flor, frutos y brácteas |

|        |
| Hábito |

|              |
| Flor y fruto |

|                        |
| Flor, fruto y brácteas |